# Nils Moreau
Nils Petter Moreau, född 5 december 1898 i Stockholm, död 18 november 1964 i Malmö, var en svensk tidningsman, målare och tecknare.
Han var son till köpmannen Anders Knut Wilhelm Moreau och Anna Hulda Theresia Eklund och från 1932 gift med Stella Georgina Grazia (1906-1977). Moreau studerade vid Malmö Konststudio 1944-1947 och vid Essemskolan 1947-1951 samt under studieresor till Frankrike, Italien och Danmark. Separat ställde han ur ett flertal gånger i Malmö och han medverkade i samlingsutställningar med Skånes konstförening, Helsingborgs konstförening och Eslövs konstförening. Hans konst består av stilleben, interiörer, mariner och naturalistiskt hållna landskap.
Moreau är begravd på Östra kyrkogården i Malmö tillsammans med frun Stella Georgina och dottern Irene Birgitta Moreau (1937-2009).